# Copa de Italia de Ciclismo 2014
La 8.ª edición de la Copa de Italia de Ciclismo de 2014 fue una serie de carreras de ciclismo en ruta que se realizó en Italia. Comenzó el 2 de febrero con el Gran Premio Costa de los Etruscos y finalizó el 12 de octubre con el Gran Premio Bruno Beghelli.
Forman parte de la clasificación todos los ciclistas profesionales que forman parte del UCI WorldTeam, Profesional Continental y Continental sin límite de nacionalidad estableciendo un sistema de puntuación en función de la posición conseguida en cada competición y a partir de ahí se crea la clasificación.
La Copa constaba de 19 carreras italianas en las categorías 2.HC, 2.1, 1.HC y 1.1 del UCI Europe Tour, excepto las que declinan estar en esta competición.

## Sistema de puntos
En cada carrera, los primeros 20 corredores ganan puntos y el corredor con la mayor cantidad de puntos en general es considerado el ganador de la Copa de Italia. Se llevan a cabo clasificaciones separadas para los mejores jóvenes (sub-23) y el mejor equipo. La clasificación para los mejores jóvenes aplica para corredores sub-23 y aplica el mismo baremo de puntos de la clasificación individual.

### Clasificación individual
| Posición | 1   | 2  | 3  | 4  | 5  | 6  | 7  | 8  | 9  | 10 | 11 | 12 | 13 | 14 | 15 | 16 | 17 | 18 | 19 | 20 |
| Puntos   | 100 | 80 | 70 | 60 | 51 | 45 | 39 | 32 | 28 | 24 | 20 | 18 | 16 | 14 | 12 | 10 | 8  | 6  | 4  | 2  |

| Posición | 1  | 2  | 3  | 4  | 5  | 6  | 7  | 8  | 9  | 10 | 11 | 12 | 13 | 14 | 15 | 16 | 17 | 18 | 19 | 20 |
| Puntos   | 70 | 56 | 49 | 42 | 36 | 31 | 27 | 22 | 20 | 17 | 14 | 13 | 11 | 10 | 8  | 7  | 6  | 4  | 3  | 2  |

| Posición | 1  | 2  | 3  | 4  | 5  | 6  | 7  | 8  | 9  | 10 | 11 | 12 | 13 | 14 | 15 | 16 | 17 | 18 | 19 | 20 |
| Puntos   | 60 | 50 | 44 | 38 | 32 | 28 | 24 | 20 | 18 | 15 | 8  | 8  | 8  | 8  | 8  | 2  | 2  | 2  | 1  | 1  |

| Posición | 1  | 2  | 3  | 4  | 5  | 6  | 7  | 8  | 9  | 10 | 11 | 12 | 13 | 14 | 15 | 16 | 17 | 18 | 19 | 20 |
| Puntos   | 40 | 32 | 28 | 24 | 21 | 18 | 15 | 13 | 11 | 10 | 5  | 5  | 5  | 5  | 5  | 1  | 1  | 1  | 1  | 1  |

### Clasificación por equipos
| Posición | 1   | 2  | 3  | 4  | 5  | 6  | 7  | 8  | 9  | 10 |
| Puntos   | 100 | 95 | 90 | 85 | 80 | 75 | 70 | 65 | 60 | 55 |

| Posición | 1  | 2  | 3  | 4  | 5  | 6  | 7  | 8  | 9  | 10 |
| Puntos   | 80 | 76 | 72 | 68 | 64 | 60 | 56 | 52 | 48 | 44 |

| Posición | 1  | 2  | 3  | 4  | 5  | 6  | 7  | 8  | 9  | 10 |
| Puntos   | 40 | 38 | 36 | 34 | 32 | 30 | 28 | 26 | 24 | 22 |

| Posición | 1  | 2  | 3  | 4  | 5  | 6  | 7  | 8  | 9  | 10 |
| Puntos   | 20 | 19 | 18 | 17 | 16 | 15 | 14 | 13 | 12 | 11 |

## Carreras puntuables
| Clasificación | Clasificación    | Clasificación                                | Clasificación      | Clasificación           | Clasificación                        | Clasificación                         |
| Pos.          | Fecha            | Carrera                                      | Ganador            | Equipo                  | Líder de la clasificación individual | Líder de la clasificación por equipos |
| ------------- | ---------------- | -------------------------------------------- | ------------------ | ----------------------- | ------------------------------------ | ------------------------------------- |
| 1.º           | 2 de febrero     | Gran Premio Costa de los Etruscos            | Simone Ponzi       | Neri Sottoli            | Simone Ponzi                         | Neri Sottoli                          |
| 2.º           | 21 de febrero    | Trofeo Laigueglia                            | José Serpa         | Lampre-Merida           | Andrea Pasqualon                     | Neri Sottoli                          |
| 3.º           | 6 de marzo       | Gran Premio Ciudad de Camaiore               | Diego Ulissi       | Lampre-Merida           | Diego Ulissi                         | Lampre-Merida                         |
| 4.º           | 8 de marzo       | Strade Bianche                               | Michał Kwiatkowski | Omega Pharma-Quick-Step | Diego Ulissi                         | Lampre-Merida                         |
| 5.º           | 9 de marzo       | Roma Maxima                                  | Alejandro Valverde | Movistar                | Sonny Colbrelli                      | Lampre-Merida                         |
| 6.º           | 20 de marzo      | Gran Premio Nobili Rubinetterie              | Simone Ponzi       | Neri Sottoli            | Simone Ponzi                         | Neri Sottoli                          |
| 7.º           | 26-30 de marzo   | Settimana Coppi e Bartali                    | Peter Kennaugh     | Sky                     | Matteo Rabottini                     | Neri Sottoli                          |
| 8.º           | 22-25 de abril   | Giro del Trentino                            | Cadel Evans        | BMC Racing              | Domenico Pozzovivo                   | Neri Sottoli                          |
| 9.º           | 24 de junio      | Giro de los Apeninos                         | Sonny Colbrelli    | Bardiani CSF            | Sonny Colbrelli                      | Neri Sottoli                          |
| 10.º          | 26 de julio      | Gran Premio Industria y Artigianato-Larciano | Adam Yates         | Orica-GreenEDGE         | Matteo Rabottini                     | Neri Sottoli                          |
| 11.º          | 27 de julio      | Giro de Toscana                              | Pieter Weening     | Orica-GreenEDGE         | Matteo Rabottini                     | Neri Sottoli                          |
| 12.º          | 16 de septiembre | Coppa Bernocchi                              | Elia Viviani       | Cannondale              | Simone Ponzi                         | Neri Sottoli                          |
| 13.º          | 17 de septiembre | Coppa Agostoni                               | Niccolò Bonifazio  | Lampre-Merida           | Simone Ponzi                         | Neri Sottoli                          |
| 14.º          | 18 de septiembre | Tres Valles Varesinos                        | Michael Albasini   | Orica-GreenEDGE         | Sonny Colbrelli                      | Neri Sottoli                          |
| 15.º          | 20 de septiembre | Memorial Marco Pantani                       | Sonny Colbrelli    | Bardiani CSF            | Sonny Colbrelli                      | Neri Sottoli                          |
| 16.º          | 1 de octubre     | Milán-Turín                                  | Giampaolo Caruso   | Katusha                 | Sonny Colbrelli                      | Neri Sottoli                          |
| 17.º          | 9 de octubre     | Coppa Sabatini                               | Sonny Colbrelli    | Bardiani CSF            | Sonny Colbrelli                      | Neri Sottoli                          |
| 18.º          | 11 de octubre    | Giro de Emilia                               | Davide Rebellin    | CCC Sprandi Polkowice   | Sonny Colbrelli                      | Neri Sottoli                          |
| 19.º          | 12 de octubre    | Gran Premio Bruno Beghelli                   | Valerio Conti      | Lampre-Merida           | Sonny Colbrelli                      | Neri Sottoli                          |

## Clasificaciones Finales

### Individual
| Posición | Ciclista          | Equipo                | Puntos |
| -------- | ----------------- | --------------------- | ------ |
| 1.º      | Sonny Colbrelli   | Bardiani CSF          | 245    |
| 2.º      | Simone Ponzi      | Neri Sottoli          | 180    |
| 3.º      | Mauro Finetto     | Neri Sottoli          | 165    |
| 4.º      | Franco Pellizotti | Androni Giocattoli    | 152    |
| 5.º      | Davide Rebellin   | CCC Sprandi Polkowice | 142    |

### Jóvenes
| Posición | Ciclista            | Equipo        | Puntos |
| -------- | ------------------- | ------------- | ------ |
| 1.º      | Sonny Colbrelli     | Bardiani CSF  | 245    |
| 2.º      | Francesco Bongiorno | Bardiani CSF  | 125    |
| 3.º      | Niccolò Bonifazio   | Lampre-Merida | 81     |

### Equipos
| Posición | Equipo             | Puntos |
| -------- | ------------------ | ------ |
| 1.º      | Neri Sottoli       | 576    |
| 2.º      | Bardiani CSF       | 575    |
| 3.º      | Lampre-Merida      | 460    |
| 4.º      | Androni Giocattoli | 442    |
| 5.º      | Team Colombia      | 322    |